# Stany Zjednoczone na Letnich Igrzyskach Olimpijskich 1896
Stany Zjednoczone na Letnich Igrzyskach Olimpijskich 1896 były reprezentowane przez 14 sportowców w 3 różnych sportach – lekkoatletyce, strzelectwie i pływaniu. Zdobyli oni łącznie 20 medali, w tym 11 złotych.

## Medaliści

### Złote medale
- Tom Burke – lekkoatletyka, 100 metrów
- Tom Burke – lekkoatletyka, 400 metrów
- Ellery Clark – lekkoatletyka, skok w dal
- Ellery Clark – lekkoatletyka, skok wzwyż
- James Connolly – lekkoatletyka, trójskok
- Thomas Curtis – lekkoatletyka, 110 metrów przez płotki
- Robert Garrett – lekkoatletyka, pchnięcie kulą
- Robert Garrett – lekkoatletyka, rzut dyskiem
- Welles Hoyt – lekkoatletyka, skok o tyczce
- John Paine – strzelectwo, pistolet wojskowy
- Sumner Paine – strzelectwo, pistolet dowolny

### Srebrne medale
- Arthur Blake – lekkoatletyka, 1500 metrów
- James Connolly – lekkoatletyka, skok wzwyż
- Robert Garrett – lekkoatletyka, skok w dal
- Robert Garrett – lekkoatletyka, skok wzwyż
- Herbert Jamison – lekkoatletyka, 400 metrów
- Sumner Paine – strzelectwo, pistolet wojskowy
- Albert Tyler – lekkoatletyka, skok o tyczce

### Brązowe medale
- James Connolly – lekkoatletyka, skok w dal
- Francis Lane – lekkoatletyka, 100 metrów

## Wyniki

### Lekkoatletyka

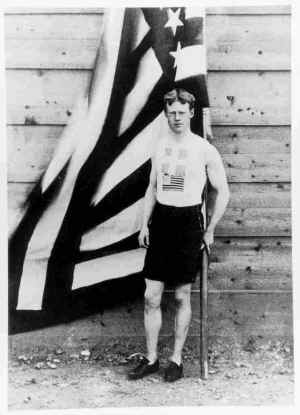
Thomas Curtis

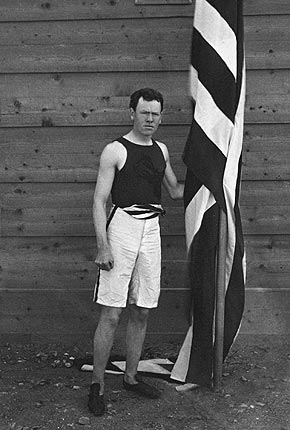
James Connolly

| Konkurencja             | Miejsce   | Zawodnik        | Eliminacje | Finał           |
| ----------------------- | --------- | --------------- | ---------- | --------------- |
| 100 metrów              | 1 miejsce | Tom Burke       | 12 s       | 12 s            |
| 100 metrów              | 3 miejsce | Francis Lane    | 12,2 s     | 12,6 s          |
| 100 metrów              | –         | Thomas Curtis   | 12,2 s     | nie wystartował |
| 400 metrów              | 1 miejsce | Tom Burke       | 58,4 s     | 54,2 s          |
| 400 metrów              | 2 miejsce | Herbert Jamison | 56,8 s     | 55,2 s          |
| 1500 metrów             | 2 miejsce | Arthur Blake    | xxx        | 4:34,0          |
| 110 metrów przez płotki | 1 miejsce | Thomas Curtis   | 18,4 s     | 17,6 s          |
| 110 metrów przez płotki | –         | Welles Hoyt     | nieznany   | nie wystartował |
| maraton                 | –         | Arthur Blake    | xxx        | nie ukończył    |

| Konkurencja    | Miejsce   | Zawodnik       | Najlepszy wynik |
| -------------- | --------- | -------------- | --------------- |
| Skok w dal     | 1 miejsce | Ellery Clark   | 6,35 m          |
| Skok w dal     | 2 miejsce | Robert Garrett | 6,00 m          |
| Skok w dal     | 3 miejsce | James Connolly | 5,84 m          |
| trójskok       | 1 miejsce | James Connolly | 13,71 m         |
| skok wzwyż     | 1 miejsce | Ellery Clark   | 1,81 m          |
| skok wzwyż     | 2 miejsce | James Connolly | 1,65 m          |
| skok wzwyż     | 2 miejsce | Robert Garrett | 1,65 m          |
| skok o tyczce  | 1 miejsce | Welles Hoyt    | 3,30 m          |
| skok o tyczce  | 2 miejsce | Albert Tyler   | 3,20 m          |
| Pchnięcie kulą | 1 miejsce | Robert Garrett | 11,22 m         |
| Pchnięcie kulą | –         | Ellery Clark   | nieznany        |
| Rzut dyskiem   | 1 miejsce | Robert Garrett | 29,15 m         |

### Strzelectwo
| Konkurencja       | Miejsce   | Zawodnik          | Punkty   | Eliminacje |
| ----------------- | --------- | ----------------- | -------- | ---------- |
| karabin wojskowy  | –         | Charles Waldstein | nieznany | nieznany   |
| pistolet wojskowy | 1 miejsce | John Paine        | 442      | 25         |
| pistolet wojskowy | 2 miejsce | Sumner Paine      | 380      | 23         |
| pistolet dowolny  | 1 miejsce | Sumner Paine      | 442      | 24         |

### Pływanie
| Konkurencja                 | Miejsce | Zawodnik         | Czas     |
| --------------------------- | ------- | ---------------- | -------- |
| 100 metrów stylem dowolnym  | –       | Gardner Williams | nieznany |
| 1200 metrów stylem dowolnym | –       | Gardner Williams | nieznany |